# Bezirksgemeinde Jēkabpils
Die Bezirksgemeinde Jēkabpils (lettisch Jēkabpils novads) – wie alle Novadi Lettlands in rechtlichem Sinne eine Großgemeinde – liegt im Osten Lettlands am Fluss Düna (Daugava).
Die Bezirksgemeinde entstand im Rahmen einer Verwaltungsreform zum 1. Juli 2021 durch den Zusammenschluss der fünf Bezirke Aknīste, Jēkabpils, Krustpils, Sala und Viesīte sowie der Republik-Stadt Jēkabpils. Die Ausdehnung der Bezirksgemeinde ist identisch mit dem bis 2009 bestehenden Kreis Jēkabpils.

## Geographie
Angrenzende Bezirksgemeinden sind von Nordwest im Uhrzeigersinn: Aizkraukle, Madona, Preiļi, Līvāni und Augšdaugava. Im Süden liegt die litauische Grenze.
Der Fluss Düna teilt die Bezirksgemeinde von Südost nach Nordwest in zwei Hälften und bildet auch die Grenze zur Bezirksgemeinde Līvāni.

## Gliederung
Neben der Republik-Stadt Jēkabpils und den Städten Aknīste und Viesīte liegen 22 Dörfer (lett. pagasti) im Bezirk:
| - Aknīste (Land) - Asare - Atašiene - Ābeļi - Dignāja - Dunava - Elkšņi - Gārsene | - Kalna - Krustpils - Kūkas - Leimaņi - Mežāre - Rite - Rubene - Sala | - Sauka - Sēlpils - Varieši - Viesīte - Vīpe - Zasa |

## Verkehr
Längs der Düna verläuft die Bahnstrecke Riga–Daugavpils mit einer Abzweigung nach Rēzekne, außerdem die Staatsstraßen A6 von Riga nach Pāternieki an der Grenze zu Belarus und die A12 von Jēkabpils nach Zilupe an der Grenze zu Russland, die beide Teil der Europastraße 22 sind.
Nördlich von Jēkabpils liegt ein großer ehemaliger Militärflugplatz.

## Sehenswürdigkeiten
Das Schloss der Familie Budberg in Garßen (lettisch: Gārsene) wurde 1856 erbaut. Sehenswert ist auch die dortige kleine heimatkundliche Sammlung von landwirtschaftlichen Geräten, Möbeln, Haushaltsausstattungen und Fotos aus dem 19. und frühen 20. Jahrhundert.

## Nachweise
1. ↑  Law on Administrative Territories and Populated Areas. likumi.lt, abgerufen am 14. Oktober 2021.
2. ↑  Kęstutis Fedirka: Citādā Latvija. Balto Print, Vilnius 2014 (ohne Seitenzählung).
3. ↑  Was gibt es sonst zu sehen? Abgerufen am 12. Juli 2023.